# Ágnes Nemes Nagy
Ágnes Nemes Nagy (n. 1922 – d. 1991) a fost o scriitoare maghiară.